# Christopher Buckley

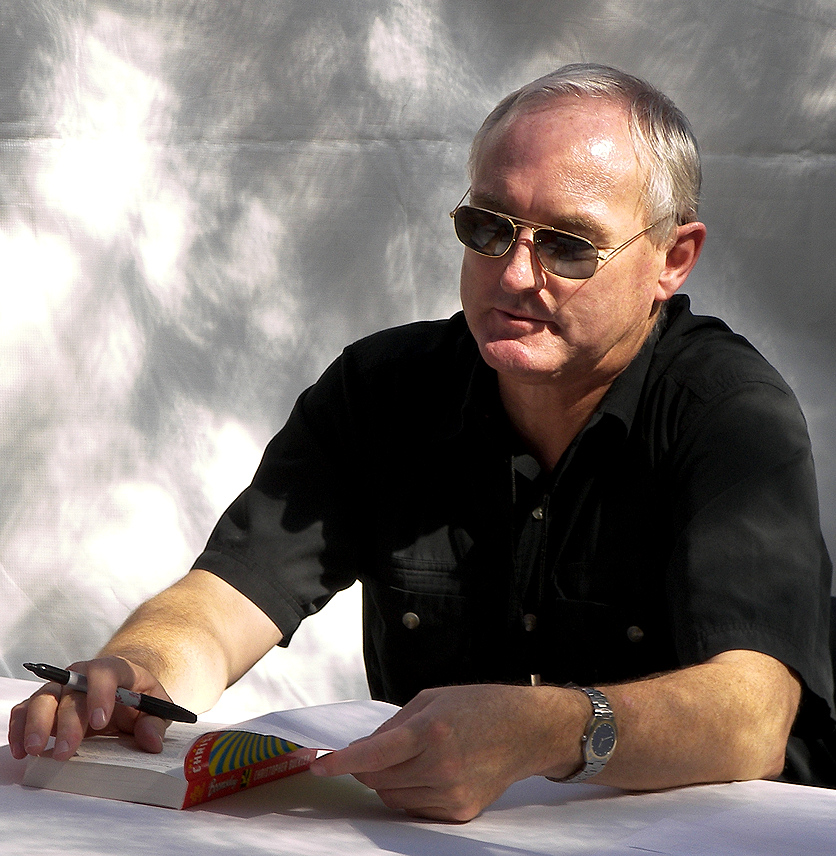
Christopher Buckley.

Christopher Taylor Buckley (28 de septiembre de 1952) es un político satírico estadounidense y escritor de varias novelas. Es hijo de William F. Buckley, Jr. y Patricia Buckley. Sus novelas incluyen God Is My Broker, Gracias por fumar, Little Green Men, The White House Mess, No Way to Treat a First Lady, Wet Work, Florence of Arabia, Boomsday y Supreme Courtship, su más reciente novela.

### Novelas de sátiras
- The White House Mess (1986)
- Thank You for Smoking (1994)
- God Is My Broker: A Monk-Tycoon Reveals the 7 1/2 Laws of Spiritual and Financial Growth (1998) (written with John Tierney)
- Little Green Men (1999)
- No Way to Treat a First Lady (2002), ganador del Premio Thurber[1]
- Florence of Arabia (2004)
- Boomsday (2007)
- Supreme Courtship (2008)

### Películas basadas en sus libros
- Gracias por fumar (2006) (dirigida y escrita por Jason Reitman)
- Little Green Men (lleva años en preproducción)

### Travelogues
- Steaming to Bamboola - The World of a Tramp Freighter (1983)
- Washington Schlepped Here: Walking in the Nation's Capital (2003)

### Otras
- My Harvard, My Yale (1981) (contributor, segment "Stoned in New Haven") (university biography)
- Campion: A Play in Two Acts (1990) (written with James Macguire) (play)
- Wet Work (1991) (novel)
- Wry Martinis (1997) (collected humor and journalism)